# Оппола
О́ппола (фин. Oppola) — посёлок в составе Мийнальского сельского поселения Лахденпохского района Республики Карелия.

## Общие сведения
Расположен на трассе А121 («Сортавала») в 11 км от города Лахденпохья.
Через посёлок проходит ежегодный этап чемпионата России по авторалли «Белые ночи».

## Население
| 2002 | 2009 | 2010 | 2013 |
| ---- | ---- | ---- | ---- |
| 9    | ↗14  | ↘9   | ↗10  |

## Улицы
- ул. Сортавальская